# Nationalmuseum Aleppo
Das Nationalmuseum Aleppo (arabisch متحف حلب الوطني, DMG Matḥaf Ḥalab al-waṭanī), 1931 gegründet, ist das größte Museum Aleppos. Es befindet sich im Zentrum der nördlichen Innenstadt, in der Baron-Street neben dem Baron Hotel und in der Nähe des Glockenturmes von Bab al-Faradsch. Schwerpunkt ist die Archäologie Syriens, wobei die meisten Funde aus dem nördlichen Landesteil stammen.

## Geschichte
Nach Entschluss der syrischen Autoritäten wurde 1931 ein kleiner osmanischer Palast zu einem Nationalmuseum umgestaltet. Nachdem das Gebäude etwa drei Jahrzehnte als solches in Gebrauch war, wurde es, um den mit der Zahl der Ausstellungsobjekte wachsenden Raumbedarf zu decken, 1966 abgerissen und durch einen größeren und moderneren Bau ersetzt.
Im Zuge des Bürgerkrieges wurden mehr als 24.000 Objekte im Jahr 2015 zur Sicherheit nach Damaskus gebracht.

## Sammlungen
Im Museum sind Gegenstände aller historischen Perioden ausgestellt. Die Schwerpunkte liegen jedoch auf der Eisenzeit sowie auf der Islamischen Zeit. Bekannt ist vor allem der Eingang des Museums, eine Rekonstruktion der monumentalen Fassade eines späthethitischen/aramäischen Palastes aus dem 9. Jahrhundert v. Chr. von Tell Halaf.

### Erdgeschoss
Das Erdgeschoss beherbergt zwei Abteilungen: Die Abteilung für prähistorische Kultur und die Abteilung für altsyrische Zivilisationen.
Die erste Abteilung ist in einer großen Halle untergebracht, in welcher sich verschiedene steinzeitliche Werkzeuge und Gegenstände aus Aleppo, Ain Dara und Ebla befinden. Hierzu gehört auch die Rekonstruktion einer der ältesten gefundenen von Menschen errichteten Hütten (ca. 8.500 v. Chr.) aus Mureybet.
Die zweite Abteilung umfasst mehrere Räume, die geographisch nach Syriens Regionen zusammengestellt sind. Hier befinden sich zahlreiche Objekte der Bronzezeit aus Hama und Ugarit, Statuen und beschriftete Tontafeln von Mari sowie von Max Mallowan in Tell Brak gefundene Artefakte. Außerdem befinden sich hier eisenzeitliche Gegenstände sowie Statuen in assyrischem Stil aus Grabungen in der Dschazira und entlang des Euphrat.

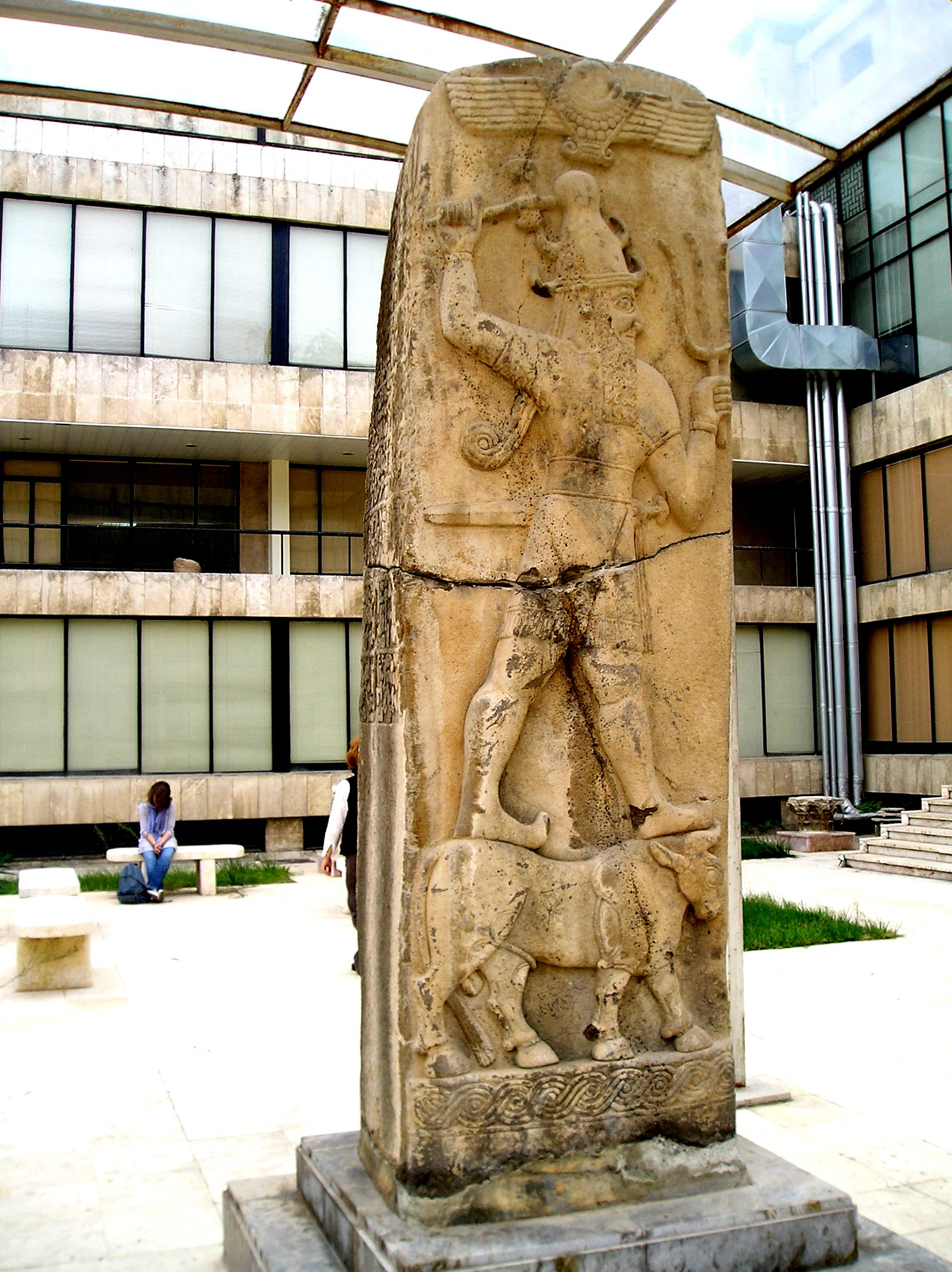
Tarhunza, der neohethitische Wettergott von Aleppo.

Die Haupträume dieses Stockwerkes sind:
- Raum der Hügel der Dschazira.
- Mari-Raum mit der Wassersprudelnden Göttin
- Hama-Region-Raum.
- Ugarit-Raum.
- Tell-Halaf-Raum.
- Arslan-Tash-Raum.
- Tell-Ahmar-Raum.
- Raum der antiken Statuen und Keilschrifttafeln.
- Ebla-Raum.

### Obergeschoss
Das obere Stockwerk des Museums umfasst drei Abteilungen:
- Abteilung für klassische Artefakte: Verschiedene Objekte der griechischen, hellenistischen, römischen und byzantinischen Periode wie Münzen, Glas-Mosaike und Keramik.
- Abteilung für Arabisch-Islamische Geschichte: Verschiedene arabische Münzen, Manuskripte, Keramik sowie ein Sarkophag und ein Astrolabium jeweils aus dem 12. Jahrhundert n. Chr.
- Abteilung für moderne Kunst: Werke moderner Künstler aus Aleppo und Syrien; aber auch ein maßstabsgetreues Modell der Altstadt von Aleppo sowie ein Mosaik aus dem sechsten Jahrhundert n. Chr.

### Höfe
Der Innenhof beherbergt monumentale Basaltstatuen antiker mythischer Gestalten der Hethiter und Römer sowie ein großes Mosaik aus dem dritten Jahrhundert n. Chr. Im Vorhof sind hingegen Monumente assyrischen, aramäischen, byzantinischen und arabischen Ursprungs ausgestellt.

Nationalmuseum Aleppo
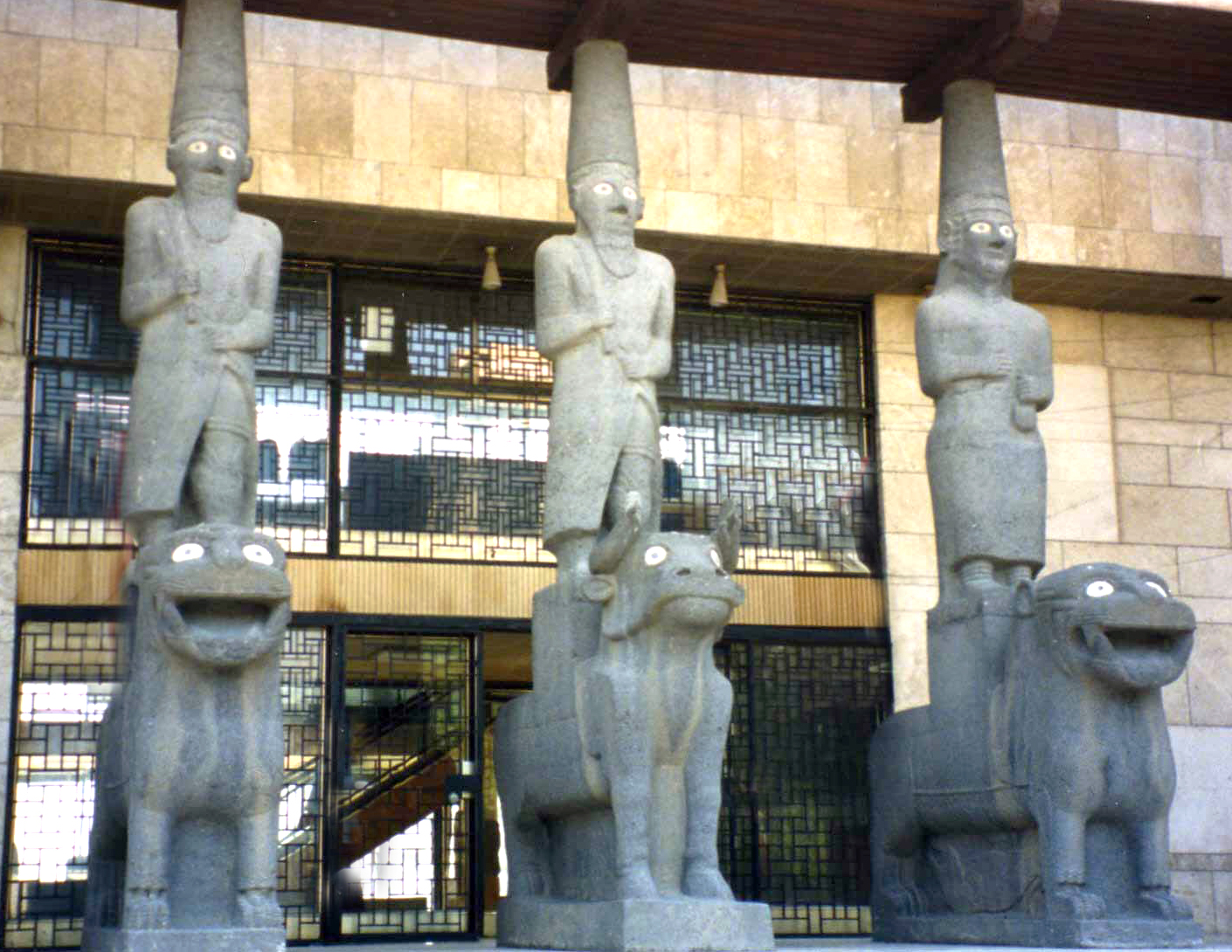
Eingang des Palastes von Tell Halaf
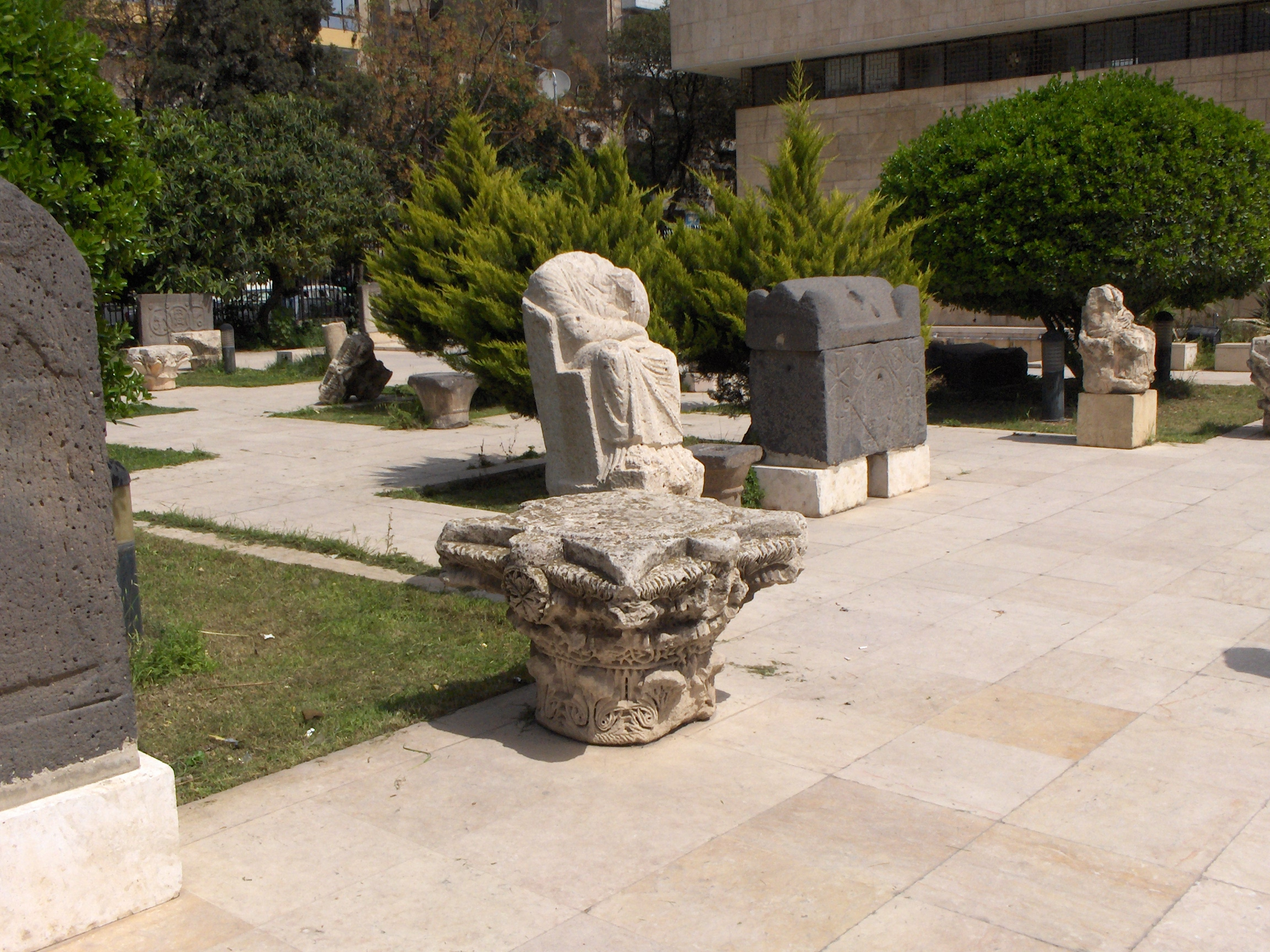
Statuen im Hof des Museums
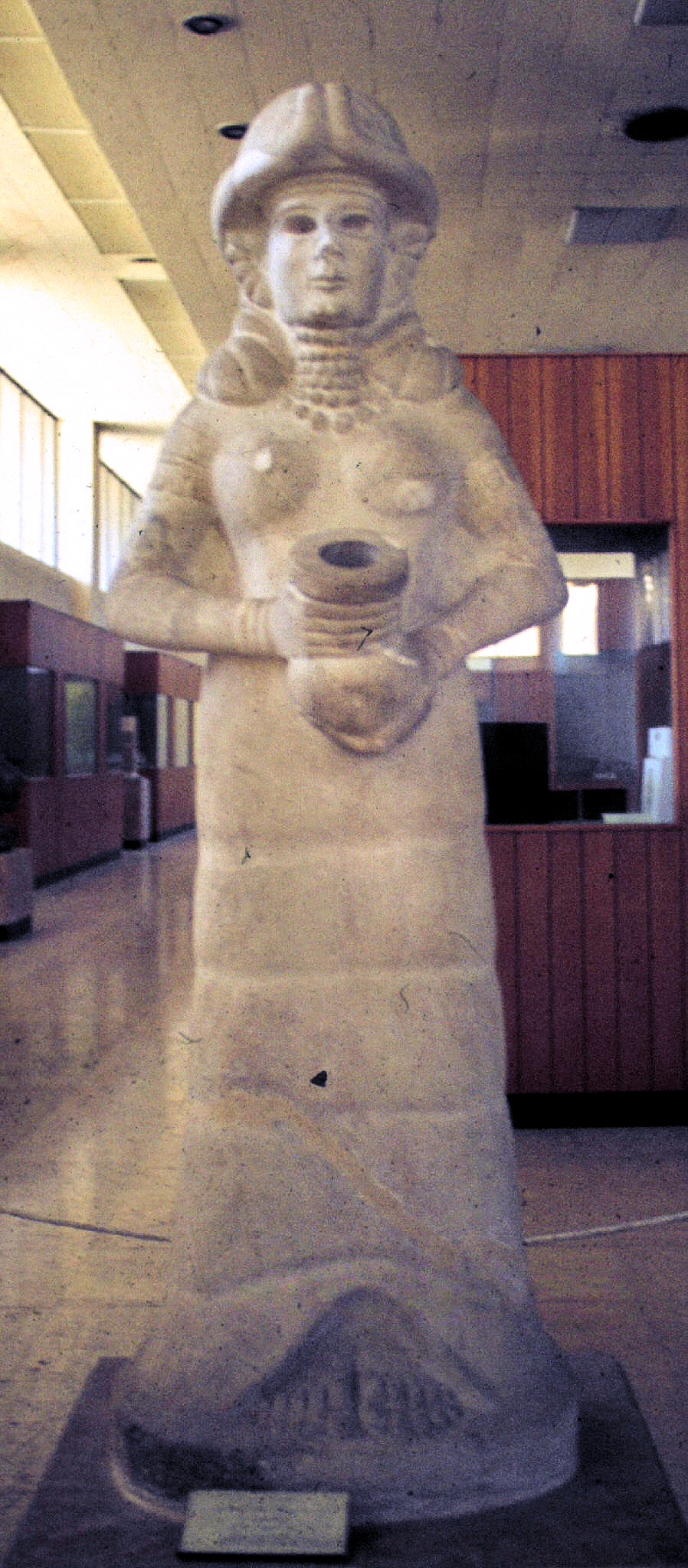
Wassersprudelnde Gottheit aus Mari
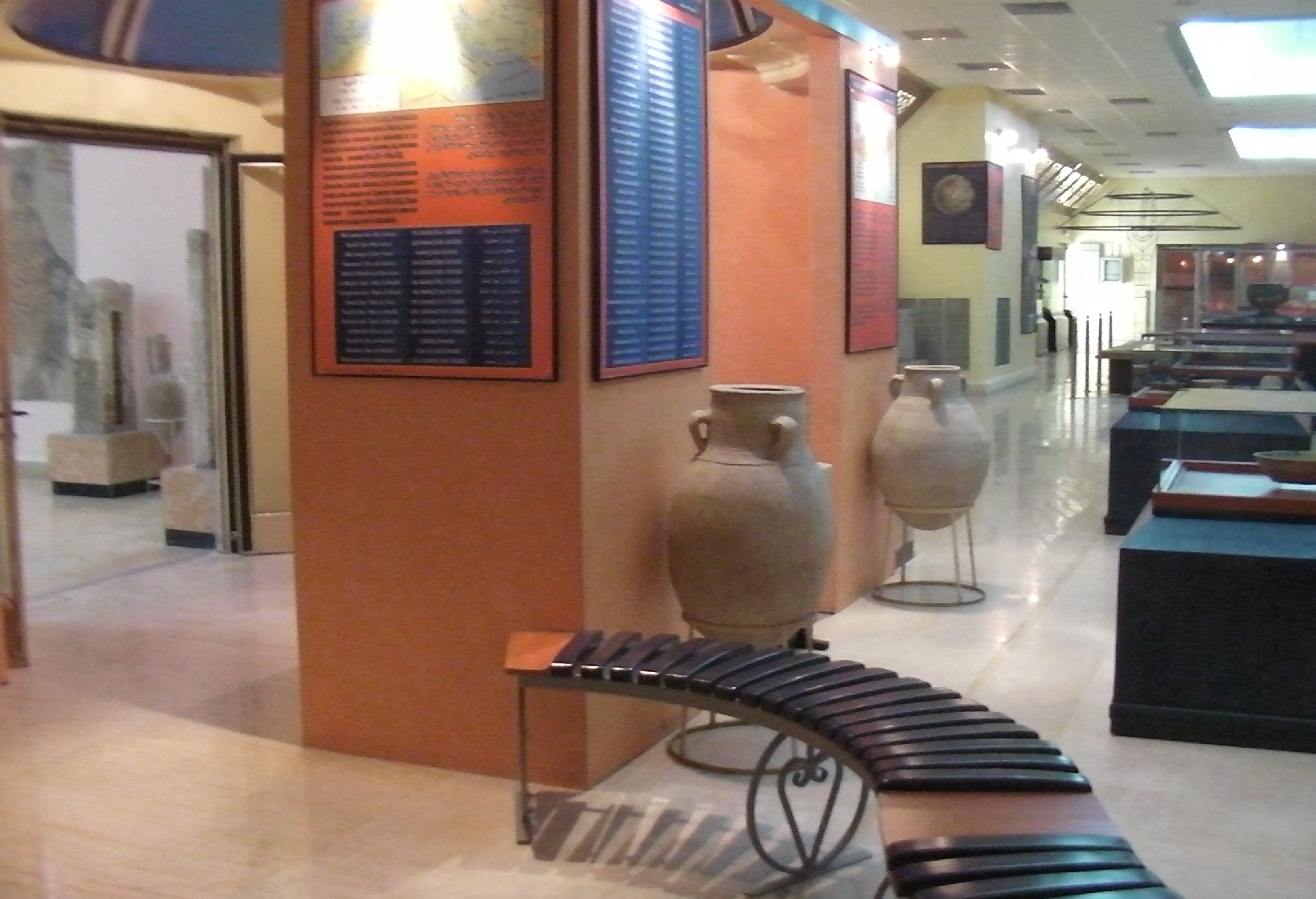
Innenansicht